# Amt Eichtersheim

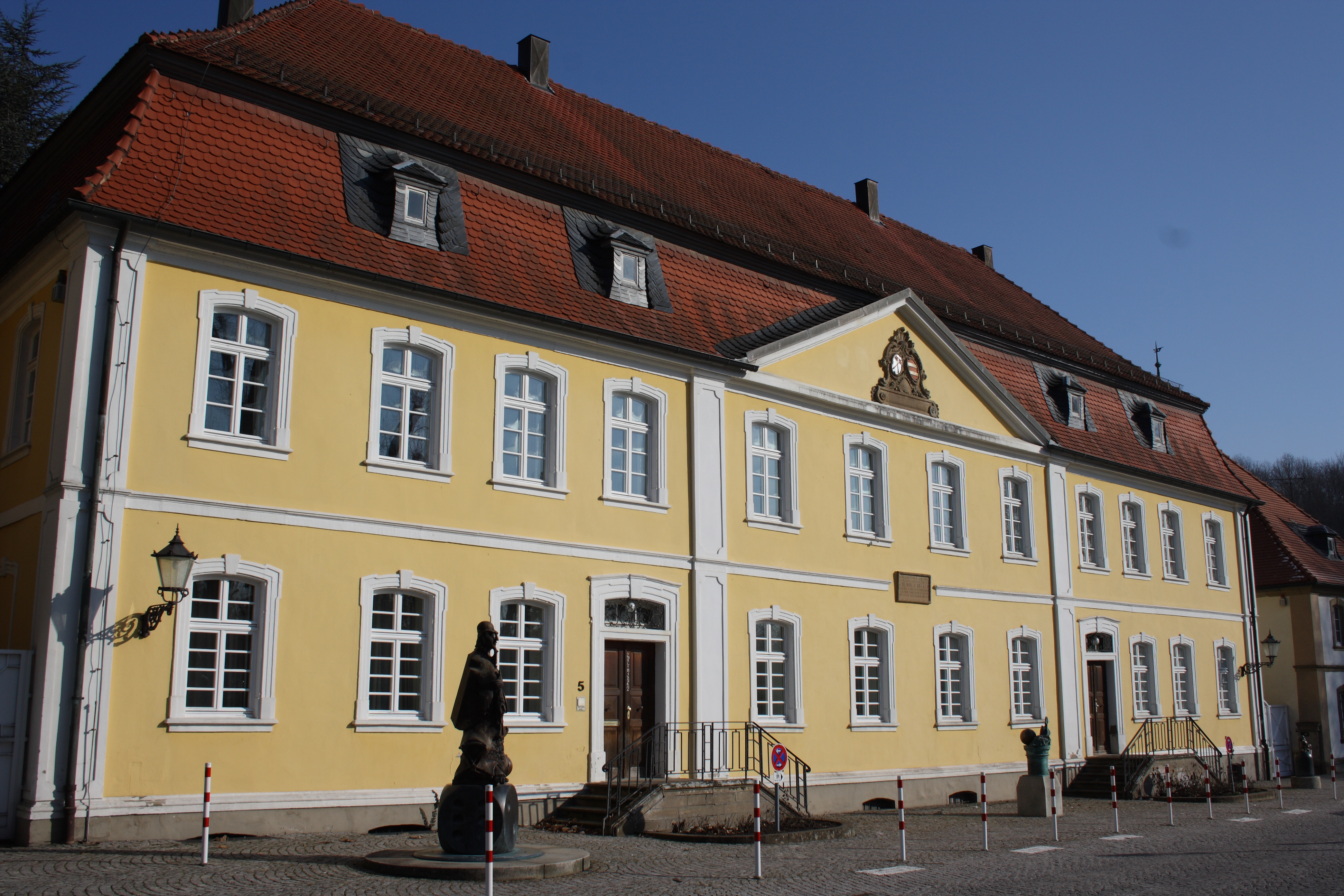
Amtshaus in Eichtersheim

Das Amt Eichtersheim war ab 1807 ein landesherrliches Amt im Großherzogtum Baden, das seinen Sitz in Eichtersheim, heute ein Ortsteil der Gemeinde Angelbachtal im Rhein-Neckar-Kreis im nördlichen Baden-Württemberg, hatte.

## Geschichte
Durch die Mediatisierung im Jahr 1806 wurde die Herrschaft der Herren von Venningen in das Großherzogtum Baden eingegliedert. Zur Verwaltung der Dörfer um Eichtersheim wurde im Neckarkreis mit Sitz in Mannheim das landesherrliche Amt Eichtersheim geschaffen, das 1813 aufgelöst wurde. Von 1807 bis 1810 unterstand es dem Oberamt Waibstadt. Das Amt war im Rentamtsgebäude untergebracht.
Zum Amtsbezirk gehörten folgende Dörfer:
- Adersbach (Sinsheim) (danach zum Bezirksamt Neckarbischofsheim, später Sinsheim)
- Dühren (danach zum Bezirksamt Sinsheim)
- Eichtersheim (danach zum Bezirksamt Wiesloch)
- Eschelbronn (danach zum Bezirksamt Sinsheim)
- Grombach (danach zum Bezirksamt Sinsheim)
- Neidenstein (danach zum Bezirksamt Sinsheim)
- Rohrbach (danach zum Bezirksamt Sinsheim)
- Spechbach (danach zum Amt Neckargemünd)
- Tairnbach (danach zum Amt Wiesloch)
- Weiler (danach zum Bezirksamt Sinsheim)
- Zuzenhausen (danach zum Bezirksamt Sinsheim)